# Warrior Sports

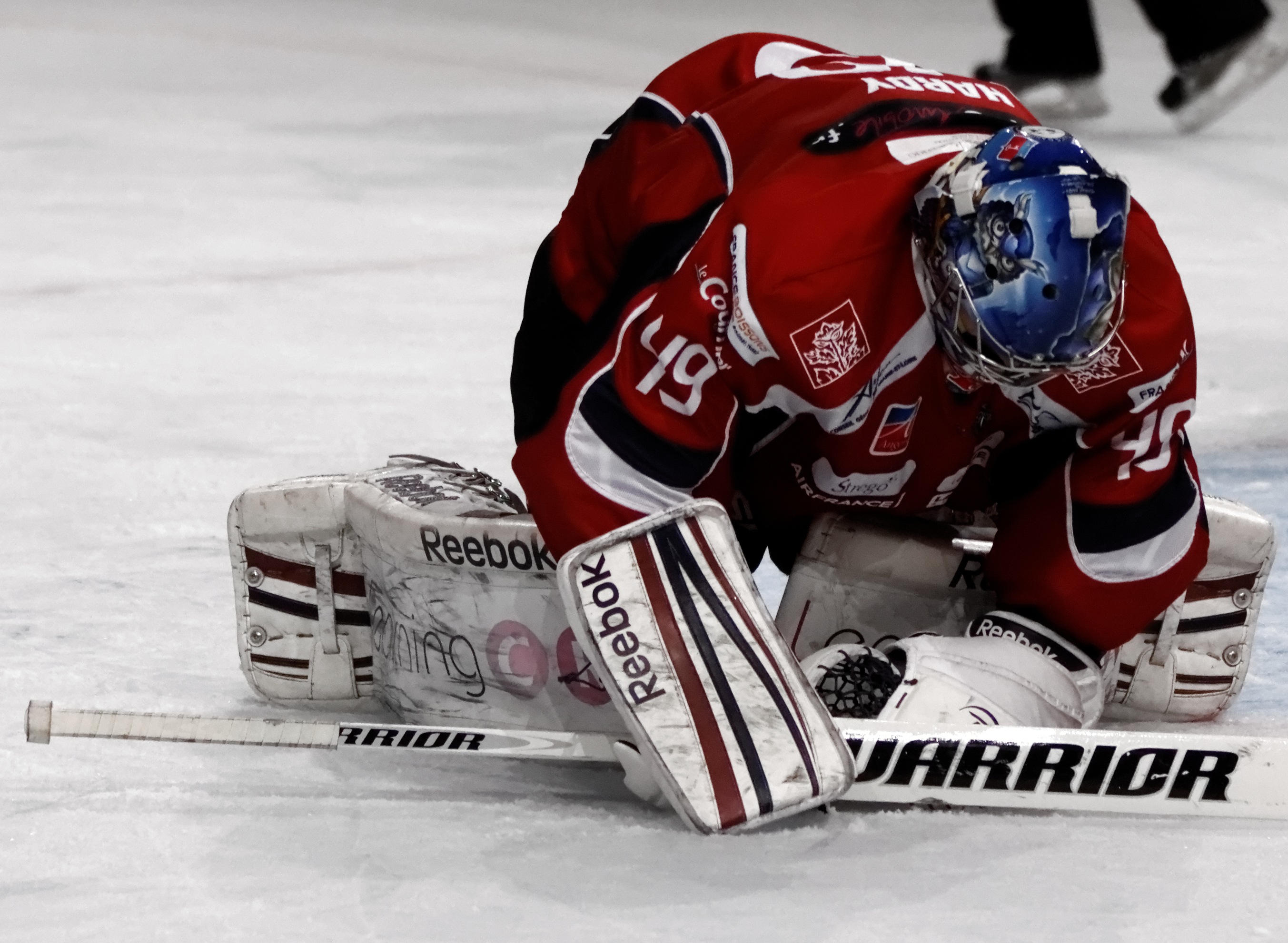
Dụng cụ khúc côn cầu trên băng

Warrior Sports là nhà sản xuất dụng cụ cho các môn thể thao bóng vợt, khúc côn cầu trên băng, bóng đá và sản xuất quần áo thể thao. Công ty đặt trụ sở tại Warren, Michigan, Hoa Kỳ. Năm 2012, Warrior gia nhập mảng thị trường bóng đá với việc sản xuất quần áo thi đấu và trang thiết bị tập luyện cho một số câu lạc bộ trên thế giới. Đối tác đầu tiên của họ là đội bóng Anh Liverpool F.C..

## Lịch sử
Warrior Sports được thành lập vào năm 1992 bởi cựu cầu thủ bóng vợt David Morrow. Năm 2004, Warrior trở thành thành viên của New Balance Athletic Shoe, Inc. sau khi hãng này mua và nắm giữ phần lớn cổ phần công ty. Một năm sau, Warrior tiếp quản công ty Innovative Hockey và mở rộng lĩnh vực sản xuất sang khúc côn cầu trên băng.

## Đối tác
Tháng 4, 2012, Warrior Sports thông báo thỏa thuận đối tác với Liverpool F.C. với khoảng tài trợ 25 triệu bảng\mùa dành cho đội bóng này, bắt đầu từ mùa giải 2012/13, vượt qua hợp đồng kỷ lục của Anh lúc đó là 23.3 triệu bảng\mùa của Nike dành cho Manchester United F.C.. Hợp đồng này là sự thay thế hợp đồng trước đó với Adidas cùng giá trị 13 triệu bảng/mùa. Trước đó, ngày 18 tháng 1 năm 2012, Liverpool và Warrior công bố thỏa thuận đôi bên, theo đó Warrior trở thành nhà tài trợ trang phục cho Liverpool kể từ ngày 1, tháng 6 năm 2012. Warrior sẽ thiết kế trang phục sân nhà, sân khách và trang phục phụ, cũng như quần áo luyện tập của Liverpool trong vòng sáu năm. Bộ trang phục sân nhà mới được giới thiệu trên website chính thức của Liverpool vào ngày 11, tháng 5 năm 2012, với điểm nhấn là phong cách cổ điển và biểu trưng của đội bóng được đơn giản hóa. Thiết kế này đã nhận được sự chào đón từ đa số cổ động viên nhưng cũng khiến một số không hài lòng. Lý do là áo trang phục mới đã dời biểu trưng cho sự tưởng niệm các nạn nhân của thảm họa Hillborough từ trước ra sau áo.
Warrior là nhà sản xuất trang phục thi đấu chính thức cho một số đội thể thao sau:

### Bóng đá
Đội bóng
- Liverpool F.C
- Persebaya Surabaya DU [14]
- Sevilla FC (bắt đầu từ mùa giải 2013-14)[15]
- Randers FC (bắt đầu từ mùa giải 2013-14)[16]
- Emelec [17]
- Sagan Tosu [18]
- Deportes Temuco (bắt đầu từ mùa giải 2013-14)

Cầu thủ
- Craig Bellamy
- Marouane Fellaini[19]
- Jonás Gutiérrez[20]
- Vincent Kompany [21]
- Tom Ince
- Jose Baxter
- Matt Smith
- Danny Graham
- Hermann Nutzlos
- Bjørn Helge Riise
- Nikica Jelavić
- Takayuki Suzuki

### Bóng vợt
Đội bóng
- Hamilton Nationals
- Denver Outlaws
- Chesapeake Bayhawks
- Long Island Lizards
- Ohio Machine
- Rochester Rattlers